# الباردو ارنابولدی
الباردو ارنابولدی (به ایتالیایی: Albaredo Arnaboldi) یک سکونتگاه مسکونی در ایتالیا است که در استان پاویا واقع شده‌است.

## خصوصیات
الباردو ارنابولدی ۹٫۲ کیلومترمربع مساحت و ۲۰۰ نفر جمعیت دارد و ۷۷ متر بالاتر از سطح دریا واقع شده‌است.